# Ambasadorowie Francji w Kanadzie
Lista ambasadorów Francji w Kanadzie, obecny adres ambasady to Promenade Sussex 42 Ottawa.

## 1928-1945
- Jean Knight (1928-)
- Charles-Arsène Henry (1930–1934)
- Raymond Brugère (1934-1937)
- Robert de Dampierre (1937-1940)
- René Ristelhueber (1940-1942)
- Philippe Pierrenne (1942 -)
- Gabriel Bonneau (1943-)

## 1945–2010
- Jean de Hauteclocque (1945- 1948).
- Francisque Gay (1948–1949)
- Hubert Guérin (1949-1955)
- Francis Lacoste (1955-1962)
- Raymond Bousquet (1962-1965)
- François Leduc (1965-1968)
- Pierre Siraud (1968–1972)
- Jacques Viot (1972-1977).
- Xavier Daufresne de la Chevalerie (1977–1979).
- Pierre Maillard (1979–1981)
- Jean Beliard (1981–1984).
- Jean-Pierre Cabouat (1984–1987).
- Philippe Husson (1987–1989).
- François Bujon de l’Estang (1989).
- Alfred Sieffer-Gaillardin (1 IV 1992).
- Loïc Hennekinne (3 IV 1997).
- Denis Bauchard (9 IX 1998).
- Philippe Guelluy (2002–2004)
- Daniel Jouanneau (2004–2008)
- François Delattre (2008– )